# Thomas Ceccon
Thomas Ceccon (* 27. Januar 2001 in Thiene) ist ein italienischer Schwimmer. Er ist Olympiasieger und mehrfacher Weltmeister. Seit 2022 hält er den  Weltrekord über 100 m Rücken.

## Karriere
Ceccon nahm an den Olympischen Jugend-Sommerspielen in Buenos Aires teil, wo er fünf Medaillen gewann, darunter die Goldmedaille über 50 m Freistil.
Bei den Olympischen Sommerspielen 2020 in Tokio erreichte Ceccon in vier Wettbewerben das Finale. Mit der Staffel über 4 × 100 m Freistil gewann er eine Silbermedaille. Mit der 4 × 100-m-Lagenstaffel gewann er Bronze, während er über 100 m Rücken und mit der gemischten Lagenstaffel Vierter wurde.
In Budapest wurde Ceccon am 20. Juni 2022 mit einem neuen Weltrekord von 51,60 Sekunden über 100 m Rücken Weltmeister und holte sich den Weltmeistertitel auch mit der 4 × 100-m-Lagenstaffel. Bei den Olympischen Spielen in Paris holte er sich mit der 4 × 100-m-Staffel die Bronzemedaille und wurde Olympiasieger über 100 m Rücken.
Bei den olympischen Sommerspielen 2024 in Paris gewann er die Goldmedaille über 100 m Rücken mit 52,00 Sekunden.